# 髪切り

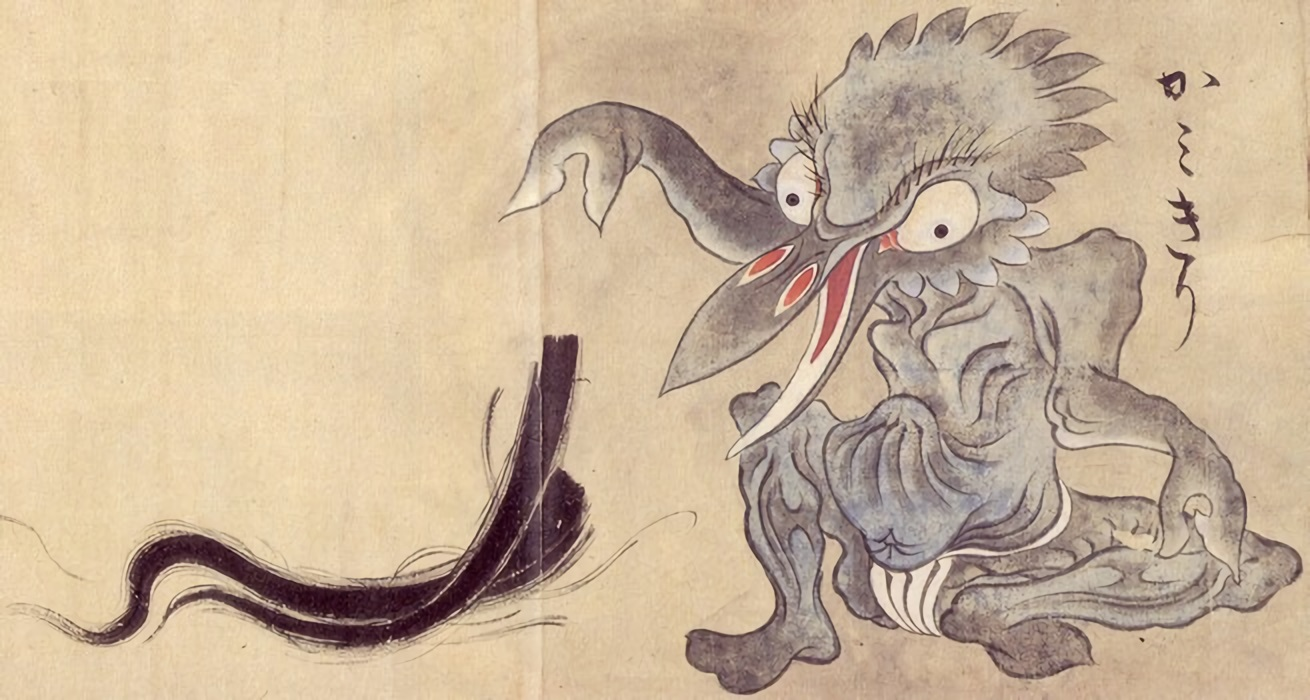
佐脇嵩之『百怪図巻』より「かみきり」

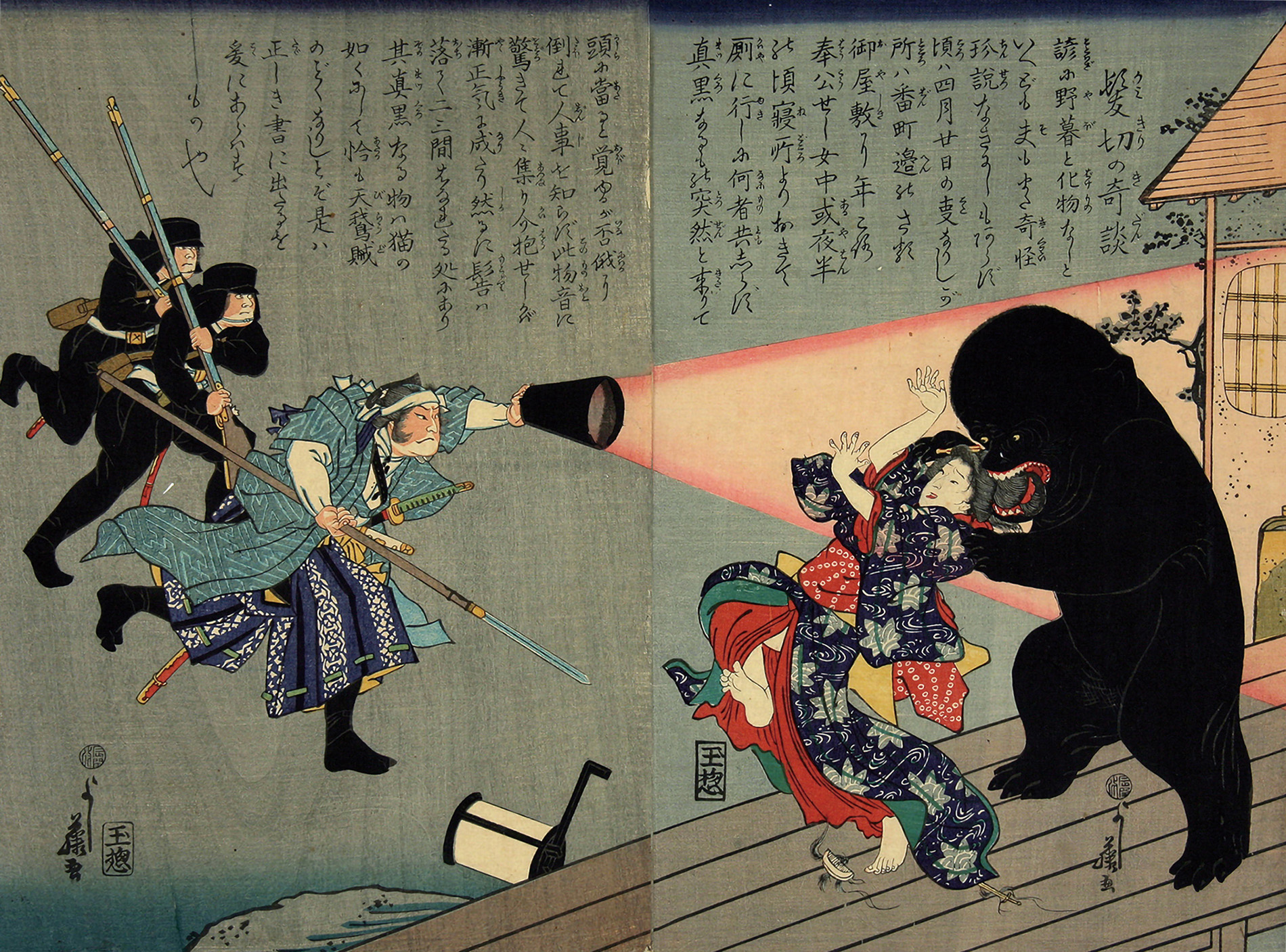
歌川芳藤 『髪切りの奇談』（1868年）

水木しげるロードに設置されている「かみきり」のブロンズ像。

髪切り（かみきり）または黒髪切（くろかみきり）は、人間の頭髪を密かに切るといわれる日本の妖怪。江戸時代の市街地においてはたびたび噂にのぼったもので、17世紀から19世紀にかけて散発的に記録が見受けられる。

## 概要
どこからともなく突然現れ、人が気づかぬ間にその人の頭髪を切ってしまうとされる。
江戸時代の寛保年間（1741年 - 1743年）に編まれた説話集『諸国里人談』には、元禄のはじめごろ伊勢国松坂（現・三重県松阪市）や江戸の紺屋町（現・東京都千代田区）で、夜中に道を歩いている人が男女かまわず髪を元結（もとゆい）から切られる怪異が多発したという話が記されている。本人はまったく気づかず、切られた髪は結ったまま道に落ちていたという。同様の怪異は江戸の下谷（現・東京都台東区）、小日向（現・東京都文京区）などで起きたとする記録が大田南畝の随筆『半日閑話』などに残っており、商店や屋敷の召使いの女性が被害に遭ったという。
明治7年（1874年）には東京都本郷3丁目の鈴木家で「ぎん」という名の召使いの女性が髪切りの被害に遭い、そのことは当時の新聞（東京日々新聞）でも報じられている。3月10日の21時過ぎ。ぎんが屋敷の便所へ行ったところ、寒気のような気配と共に突然、結わえ髪が切れて乱れ髪となった。ぎんは驚きのあまり近所の家へ駆け込み、そのまま気絶してしまった。屋敷の者がぎんを介抱して事情を聞き、便所のあたりを調べると、斬り落とされた髪が転がっていた。やがてぎんは病気となり、親元へと引き取られた。「あの便所には髪切りが現れた」と噂がたち、誰も入ろうとしなくなったという。
水木しげるの著作では、人間が獣や幽霊と結婚しようとしたときに出現し、髪を切ってしまうとも解説されている。
突然髪が切られるという怪奇事件は477年と517年と1876年5月の中国、1922年10月のイギリスのロンドンでも発生している。

## 髪切りの正体
正体が不明という記録も多いが、大きく分けてキツネの仕業という説と、髪切り虫（かみきりむし）という虫の仕業という説が伝承されている。

### 狐による髪切り
室町時代に記された万里小路時房の日記『建内記』ではキツネの仕業とされており、中国の類書『太平広記』においても同様に頭髪を切る狐の話が記されていることをあわせて引用している。
江戸時代の随筆『耳嚢』巻四「女の髪を喰う狐の事」には、髪切りの被害があった場所で捕えられたキツネの腹を裂くと、大量の髪が詰まっていたとの話がある。幕末の国学者・朝川鼎による随筆『善庵随筆』には、道士が妖狐を操って髪を切らせているのだ、という説があったことが記されている。

### 虫による髪切り
江戸時代後期のに書かれた風俗百科事典『嬉遊笑覧』では、寛永14年（1637年）に髪切りは「髪切り虫」という虫の仕業であるという話があったことが記されている。髪切り虫は、実在のカミキリムシではなく想像上の虫とも考えられ、剃刀の牙とはさみの手を持つ虫が屋根瓦の下に潜んでいるともいわれた。髪切り虫を描いた絵が魔除けとして売られたり、「千早振（ちはやぶる）神の氏子の髪なれば切とも切れじ玉のかづらを」という歌を書いた守り札を身に着けることが髪切り避けとして流行した。

### 人間による髪切り
特殊な事情などをもつ人間によって頭髪が切られたことが、髪切りとしてとらえられた（あるいは、その正体と確認された）例も存在している。

#### 商業
明和8年（1771年）から翌年にかけ、江戸や大坂の人々の間で髪切りの騒動が続き、江戸では多くの修験者、大坂ではかつら屋が処罰され、終息に至った。「髪切り」は「かつら」を売るためにかつら屋が仕組んだことだったというのが大坂での処罰理由だったが、本当に彼らが首謀者であったかどうかは定かではなく、騒動を収めるためのスケープゴートだったという見方もある。後年も修験者たちは、髪切りを避けると称する魔除けの札を売り歩いており、髪切りは修験者たちによる自作自演の犯行ではないかと疑われることもあった。一部には実際に髪切りを自作自演で起こし札を売る者もあったという。

#### 嗜好
現実に、女性の頭髪を刃物などを使用して切る行為に快楽を感じる嗜好者も存在していることから、伝承上の髪切りも人間による犯行が正体の一つとして考えられている。人間のしわざであると解釈される理由の一つに、文献に残されている事例に女性の頭髪が狙われることが非常に多い点が挙げられている。江戸文化・風俗研究家の三田村鳶魚は著書の中で、実際に髪切り犯が捕らえられた事例を述べている。

#### 迷信
昭和6年（1931年）に東京で少女の髪を切ったとして逮捕された青年は、「百人の女性の頭髪を切り、神社に奉納すれば自らの病弱な体が必ず健康になる」という迷信にしたがって髪切りを行ったことを供述しており、このような理由から行われた犯行も髪切りの中には存在していたことが考えられている。

### その他
何者かに髪を切られるのではなく、自然に髪が抜け落ちる病気との説もあった。

## 絵画
『百怪図巻』などをはじめ、江戸時代に描かれた絵巻物には、くちばしが長く、手がはさみのようになっている姿の妖怪が「髪切り」として描かれている。解説をともなう絵巻物は確認されていないが、画中には髪切りが切ったと見られる長い頭髪が描き添えられている。
歌川芳藤 による錦絵『髪切りの奇談』（1868年）にも「髪切り」が描かれているが、前述の絵巻物の描写とは変わり、遭遇したという話にもとづいた真っ黒い姿で描かれている。（画像も参照）

### 鳶鬼
絵巻物などに見られる既存の妖怪画に詞書を添えて制作されたと考えられる妖怪絵巻『化け物尽し絵巻』（江戸時代、個人蔵・福岡県立美術館寄託）では、「髪切」が「鳶鬼」として紹介されている（理由ははっきりしないが同絵巻は登場する全ての妖怪の名が変更されている）。詞書によれば、出雲国の海辺にあり、小魚や鳥の肉、鼠などを食べるとされる。